# Théorème d'Hermite-Lindemann
Le théorème d’Hermite-Lindemann affirme que si a est un nombre algébrique non nul (réel ou complexe), alors le nombre ea est transcendant.
Il fut démontré en 1882 par Ferdinand von Lindemann.
En 1885, Karl Weierstrass en donna une généralisation, connue sous le nom de théorème de Lindemann-Weierstrass.
Une généralisation plus récente est le théorème de Baker.

## Énoncé de la contraposée
Si b est un nombre algébrique non nul différent de 1, toutes les déterminations de son logarithme complexe sont transcendantes.
En particulier, si b > 0 et b ≠ 1 est algébrique (par exemple un entier ≥ 2) , alors ln b est transcendant.

## Transcendance deeetπ
En particulier, e = e1 est transcendant (résultat montré par Charles Hermite en 1873 : c’est le théorème d’Hermite).
De même, iπ, donc π, sont transcendants puisque eiπ = –1 est algébrique.
L'approche originelle d'Hermite pour e a été simplifiée et étendue à π par David Hilbert (en 1893),, pour finalement devenir élémentaire grâce à Adolf Hurwitz et Paul Albert Gordan. Pour adapter à π la stratégie pour e, des faits à propos des polynômes symétriques jouent un rôle crucial.
Pour des informations détaillées concernant les démonstrations de la transcendance de e et π, voir les références et les annexes.

## Application aux fonctions sinus et cosinus
On déduit du théorème d'Hermite-Lindemann la transcendance de tout nombre non nul t dont le sinus ou le cosinus est algébrique. En effet, compte tenu des formules d'Euler (les relations entre cos(t), sin(t) et eit), dès que l’un des trois est algébrique, tous trois le sont, en particulier eit est algébrique, si bien que par contraposée du théorème, le nombre it est transcendant donc t aussi.
On en déduit par exemple que le nombre de Dottie, solution de {\displaystyle \cos t=t} est transcendant. 

## L'impossible quadrature du cercle
Pierre-Laurent Wantzel avait montré en 1837 que le problème de l'impossibilité de la quadrature du cercle pouvait être déduit de l'hypothétique transcendance du nombre π (voir théorème de Wantzel pour plus de détails). En prouvant que π n’est pas algébrique, Lindemann parvient donc à montrer qu’il est impossible de construire à la règle et au compas un carré de même aire qu’un disque donné, résolvant ainsi par la négative l’un des plus anciens problèmes de mathématiques depuis l’Antiquité.